# Хиросима (аэропорт)
Аэропорт Хиросима  (яп. 広島空港 хиросима-ку:ко:)
(IATA: HIJ, ICAO: RJOA) — узловой аэропорт в городе Михара (префектура Хиросима, Япония). Расположен в 50 км к востоку от Хиросимы, является крупнейшим аэропортом в регионе Тюгоку.
Относится к категории аэропортов 2 класса в Японии.

## История
Новый аэропорт Хиросима открыт для общественного пользования в 1993 году в качестве замены для аэропорта Хиросимы в районе Ниси, который позже был переименован в аэропорт Хиросима-Ниси. Старый аэропорт был расположен в месте, близким к набережной, но он был слишком мал для обработки широкофюзеляжных самолётов и не может быть расширен. В 1994 году Новый аэропорт Хиросима был переименован в аэропорт «Хиросима».

## Терминалы
У аэропорта есть один терминал с отдельными условиями для вылетов и прилётов для внутренний и международных рейсов. Буквами от A до D обозначены пути для внутренних рейсов, от E до G — международные. Внешние рейсы отделены на земле от внутренних центральным атриумом.